# Knjižnica Otona Župančiča
Knjižnica Otona Župančiča (kratica KOŽ) je mestna splošna knjižnica, ki je del mreže Mestne knjižnice Ljubljana. Poimenovana je bila v čast Otona Župančiča. Ustanovljena je bila decembra 1981. leta z združitvijo Delavske, Mestne in Pionirske knjižnice, ki so prej samostojno delovale na območju tedanje Občine Ljubljana-Center, današnje Četrtne skupnosti Center v Mestni občini Ljubljana. 21. decembra 2006 je po (tudi dejanski) združitvi Mestne knjižnice, Delavske knjižnice in Pionirske knjižnice na eni lokaciji potekala slovesna otvoritev. Sedež Mestne knjižnice Ljubljana (MKL) je v prostorih, ki jih je pred združitvijo ljubljanskih splošnih knjižnic zasedala uprava KOŽ.

## Zgodovina
Mestno knjižnico je kot javno ljudsko knjižnico leta 1911 ustanovilo Gospodarsko napredno društvo za Šentjakobski okraj z začetnim fondom 248 slovenskih knjig. Leta 1928 se je preimenovala v  Šentjakobsko knjižnico in je bila na ozemlju Kraljevine Jugoslavije največja ljudska knjižnica. Pred drugo svetovno vojno je imela 22.000 knjig, med vojno je bila edina ljudska knjižnica, ki je opravljala svojo kulturno poslanstvo.  Od leta 1952 je delovala pod imenom Mestna ljudska knjižnica na lokaciji  Dvorni trg 1 (kasneje Gosposka 1). 
Pionirsko knjižnico je z imenom Mestna pionirska knjižnica leta 1948 ustanovilo Poverjeništvo za kulturo in umetnost v Ljubljani, na lokaciji Gradišče 2. Delovala je kot oddelek Šentjakobske knjižnice. Leta 1954 se je osamosvojila kot Pionirska knjižnica in se leta 1962 preselila na  Komenskega 9. Petnajst let po selitvi je imela Knjižnica 47.448 enot gradiva in 4.334 članov, ki so si izposodili 148.605 enot gradiva. 
Delavska knjižnica je bila ustanovljena leta 1926 po sklepu Delavske zbornice in njenega Prosvetnega odseka, na lokaciji Gradišče 2, z namenom, da bo skrbela za kulturno udejstvovanje delavcev. Prvotna zaloga 4.000 knjig je do leta 1931 zrasla na 53.000. Leta 1950 se je preselila v prostore na Prešernovi ulici (kasneje Tivolska ulica)in začela delovati kot javna ljudska knjižnica. Poplava septembra 2002 je zapečatila usodo delovanja enote Delavska knjižnica na tej lokaciji. Na začasni lokaciji je nato delovala do januarja 2006, ko so jo združili z Mestno in Pionirsko knjižnico v enoto Knjižnica Otona Župančiča. 
Ljubljanska potujoča knjižnica je začela delovati leta 1973 kot oddelek Delavske knjižnice. Prvič je krenila na pot 14. oktobra 1974. Od takrat se je v Potujočo knjižnico vpisalo 10.200 članov, ki so si izposodili okoli 2 milijona enot gradiva in Knjižnico obiskali 300.000-krat. Povezanost knjižničarjev z lokalnim okoljem in njihova odzivnost na spremembe v njem sta vseskozi opredeljevali razvoj dejavnosti mobilne knjižnice in podpirali knjižnično mrežo v celotni regiji.
Enota Poljane je naslednica 1968 odprte podružnice Delavske knjižnice. S prenovo stavbe leta 1995 je dobila priložnost, da zaživi kot samostojna enota KOŽ. V letu 1996 je imela Knjižnica 4.448 knjig, 21 naslovov časopisov in revij ter 138 enot neknjižnega gradiva. Vpisanih je bilo 487 članov in izposojeno 32.648 enot gradiva. Knjižnica se je z izborom gradiva, organizacijo različnih prireditev, predavanj in razstav lepo uglasila s potrebami svojega lokalnega okolja. Sedaj deluje kot enota v sklopu KOŽ na lokaciji Zarnikova ulica 3. 
Enota Kolodvor deluje od leta 2000 in je uresničila več kot dvajset let staro zamisel o odprtju čitalnice v bližini železniške postaje. Namenjena je dijakoim in študentom vozačem, med počitnicami pa tudi turistom. Dejavnost enote je usmerjena v promocijo novih informacijsko-komunikacijskih tehnologij. Brez klasične izposoje gradiva je enota Kolodvor pravzaprav virtualna knjižnica, ujeta v fizični prostor. Sedaj deluje kot enota v sklopu KOŽ na lokaciji  Trg OF 10 (Podhod Železniške postaje Ljubljana). 
Enota Nove Poljane deluje od leta 2003 in je namenjena vzpodbujanju družinskega branja z organizacijo ur pravljic, kreativnih delavnic, lutkovnih predstav ipd. Zaenkrat enota ne izposoja gradiva. Sedaj deluje kot enota v sklopu KOŽ na lokaciji Povšetova 37.

## Organizacija
Knjižnica Otona Župančiča se je iz treh knjižnic združila v enovit zavod leta 1981. Leta 2006 so se nekdanje enote Delavska knjižnica, Mestna knjižnica in Pionirska knjižnica združile v enoto Knjižnica Otona Župančiča. Posebnost knjižnice je enota Potujoča knjižnica, ki v bibliobusu potuje po Sloveniji. Z ustanovitvijo Mestne knjižnice Ljubljana je knjižnica izgubila samostojni status in postala organizacijska enota.